# 醴泉站
醴泉站（：／ Yecheon yeok */?）是慶北線沿線的一座鐵路車站，位於韓國庆尚北道醴泉郡醴泉邑，有無窮花號列車停靠。

## 車站結構
站體為1面2線的島式月台。

### 月台配置
| ↑ 榮州  |
| １２ \| |
| 開浦 ↓  |

| 月台 | 路線   | 車種     | 目的地            |
| ---- | ------ | -------- | ----------------- |
| 1    | 慶北線 | 無窮花號 | 未使用            |
| 2    | 慶北線 | 無窮花號 | 往 金泉、榮州方向 |

## 历史
- 1928年11月1日 - 落成使用。
- 1944年10月1日 - 停止使用。
- 1966年1月27日 - 重新使用[1]。

## 相鄰車站
韓國鐵道公社
慶北線
開浦－醴泉－魚登